# Mini Cooper (2023-)
Pour les articles homonymes, voir Mini.
La Mini Cooper (Type F66) est une automobile de type citadine premium produite par le constructeur automobile germano-britannique Mini. 
Il s'agit de la cinquième génération de Mini depuis 1959 et en même temps, la quatrième depuis la reprise de la marque par la firme allemande BMW en 2000. 
La Mini V est la première à prendre le nom Cooper qui était à l'origine une version des quatre générations précédentes.

## Présentation

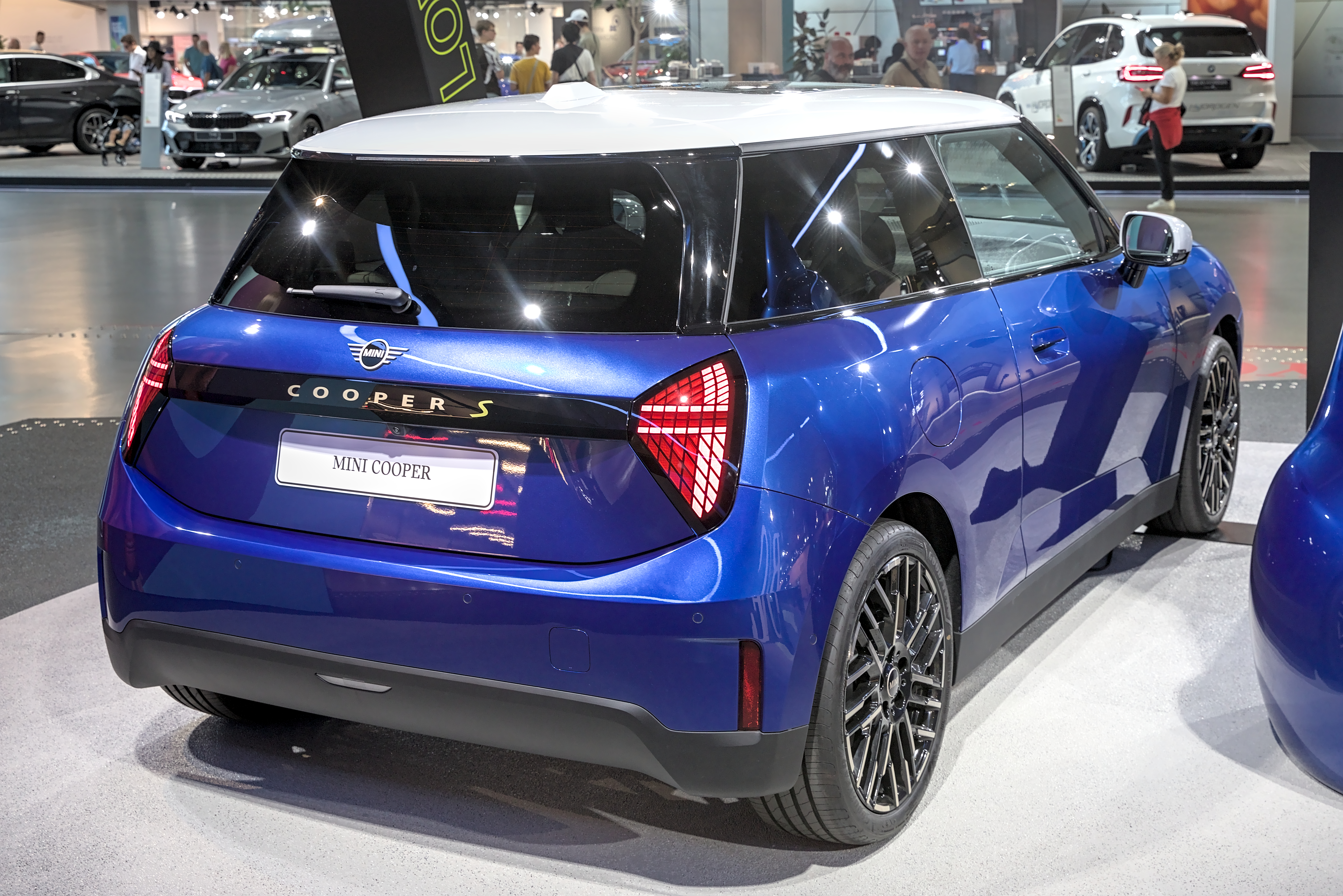
Mini Cooper S J01 (Vue arrière).

La cinquième génération de Mini est dévoilée en image dans sa version électrique Mini Cooper SE le 12 avril 2023. Le 20 juillet 2023, le constructeur anglais dévoile l'habitacle de sa citadine avec son grand écran tactile circulaire au centre de la planche de bord.
La Mini Cooper est présentée officiellement en version 3 portes et motorisation électrique au salon de l'automobile de Munich 2023.
La version thermique de la Mini V est produite dans l'usine historique d'Oxford en Angleterre, quand la version électrique est produite par la coentreprise Spotlight Automotive Limited, fondée par le chinois Great Wall Motors et le groupe BMW, à Zhangjiagang en Chine.
En octobre 2024, Mini présente la version cabriolet de sa Mini F66.

## Caractéristiques techniques
La Mini Cooper repose sur la plateforme technique Spotlight.

### Motorisations
La Mini Cooper E est dotée d'une batterie Lithium-ion d'une capacité de 40,7 kWh pour une autonomie de 300 km, contre 54,2 kWh pour 400 km pour la version Cooper SE.
Électrique
| Logo de Mini                | Mini Cooper | Mini Cooper |
| Logo de Mini                | E           | SE          |
| --------------------------- | ----------- | ----------- |
| Puissance moteur (kW)       | 135         | 160         |
| Puissance maximale (ch)     | 184         | 218         |
| Couple maximal (N m)        | 290         | 330         |
| Vitesse maximale (km/h)     | 180         |             |
| 0-100 km/h (s)              | 7,3         | 6,7         |
| Consommation (kWh/100 km)   |             |             |
| Transmission                | Traction    | Traction    |
| Masse à vide (kg)           |             |             |
| Batterie                    |             |             |
| Type                        | Lithium Ion | Lithium Ion |
| Capacité brute (kWh)        | 40,7        | 54,2        |
| Poids (kg)                  |             |             |
| Autonomie (WLTP) (km)       | 305         | 402         |
| Temps de recharge           |             |             |
| sur une prise domestique    |             |             |
| sur une Wallbox 11 kW       |             |             |
| sur une borne rapide 125 kW |             |             |

## Finitions
- Essential[11]
- Classic
- Favoured
- John Cooper Works